# Alphonse Hasselmans
Alphonse Jean Hasselmans (Lieja, 5 de marzo de 1845: París, 19 de mayo de 1912) fue un arpista francés de origen belga, compositor y profesor.

## Biografía
Hasselmans nació en Lieja, Bélgica. Inicialmente estudió en el Conservatorio de Estrasburgo, donde fue inscrito desde 1854 por su padre Joseph Hasselmans (1814–1902). Continuó sus estudios con Gottlieb Krüger (1824–1895) en Stuttgart y con Ange-Conrad Prumier (1820–1884) en París. Comenzó su carrera como intérprete en la orquesta del Teatro Real de la Moneda en Bruselas. Una serie de ocho contratos en París en 1877 resultó en contratos como solista con varias orquestas de París.
Ante el deceso de Prumier en 1884, Hasselsmans lo sucedió como profesor de arpa en el Conservatorio de París, donde tuvo a Caroline Luigini como su asistente, posición que mantuvo hasta su muerte en París a la edad de 67 años. Hasselmans instruyó a una de las generaciones más importantes de arpistas del siglo 20, incluyendo a Henriette Renié, Marcel Tournier, Carlos Salzedo, Marcel Grandjany, Lily Laskine, y Pierre Jamet. Se nacionalizó ciudadano francés en 1903.
La hija de Hasselmans, Marguerite Hasselmans (1876–1947), fue una pianista concertista; fue amante de Gabriel Fauré por muchos años. Su hijo, Louis Hasselmans (1878–1957), fue director de orquesta, especialmente de ópera, cuya carrera lo llevó a los Estados Unidos, trabajando con la Ópera Civica de Chicago y con la Ópera Metropolitana antes de convertirse en profesor de música en la Universidad Estatal de Luisiana.

## Composiciones
Hasselmans escribió varias docenas de piezas originales para el arpa, de las cuales la más famosa es un estudio de concierto titulado La Source (El Manantial), Op. 44. Transcribió numerosos trabajos de otros compositores para el arpa originalmente escritos para otros instrumentos, y también editó una importante colección de estudios del compositor del siglo 19, Nicolas-Charles Bochsa.

## Discografía
Alphonse Hasselmans: Music For Harp, interpretado por Floraleda Sacchi, en: Brilliant Classics 94625, CD (2013). Contenido: Sérénade, Op. 5; Romance, Op. 6; Patrouille, Op. 18; Gitana, Op. 21; Petite valse, Op. 25; Marguerite au rouet, ou Fileuse: Gretchen am Spinnrade, Op. 27; Au monastère, Op. 29; Mazurka, Op. 31; Menuet, Op. 34; Gondoliera, Op. 39; Chanson de mai, Op. 40; Nocturne, Op. 43; La Source, Op. 44; Follets, Op. 48; Gnomes, Op. 49; Guitare, Op. 50.